# Крістофер Йонссон
Крістофер Йонссон (нар. 10 серпня 1972) — шведський музикант, співак, автор пісень. Є засновником і лідером музичного гурту Therion.

## Біографія
Народився 10-ого серпня 1972 року у передмісті Стокгольма.
У дитинстві Крістофер полюбляв слухати класичну музику, але поступово почав більше слухати іншу музику, зокрема рок і метал. У семирічному віці почув першу пісню прогресивного року у норвезькій дитячий телепрограммі. У 9-річному віці років почав слухати The Beatles. Вже у віці одинадцяти років Крістофер слухає такі важкі гурти як Accept, Judas Priest, W.A.S.P., Iron Maiden, Saxon, Motorhead, Venom, Manowar та інші. У 14 років починає слухати дуже популярний тоді стиль треш-метал, а зокрема такі гурти як Metallica, Slayer, Anthrax.
У 1987 році створює свій власний гурт, який спочатку має назву «Demonoid», а потім змінюється на «Therion» (англ. звір). Стиль гурту поступово змінювався з дез-металу до симфонічного металу (після виходу у 1996 році альбому Theli).
21ого березня 2006 року на офіційному сайті Therion з'явилося повідомлення про те, що Крістофер Йонссон більше не буде виконувати роль вокаліста у гурті Demonoid у зв'язку з небажанням співати гроулінгом та за нестачею часу. Також не буде вокалістом і у Therion, але гурт не кидає і буде в ньому гітаристом.
Цікавиться історією, психологією, окультизмом та магією. Є членом містичного ордена «Ложа Червоного Дракона» (Dragon_Rouge).

## Особисте життя
Йонссон проживає у віллі («Villa Adulruna») на півдні Стокгольма зі своєю сім'єю.

## Гурти та проекти
- Therion
- Demonoid
- Carbonized
- Messiah
- Liers in Wait
- Procreation

## Цікаві факти з життя
- Серед улюблених творів літератури — «Майстер і Маргарита» та «Фатальні яйця» Михайла Булгакова.
- Не маючи музичної освіти, писав сам партії оркестру, хорів та музики до більшості своїх альбомів.
- Говорить, що в нього ніколи не буде дітей.

## Ставлення до України
Крістофер завжди був відвертим прихильником російської культури. Від початку російського вторгнення якихось публічних заяв від Крістофера з цього приводу не було. Проте, на початку березня 2024 на своїй сторінці vk.ru Крістофер повідомив про плани провести тур по росії і очікувано отримав на це схвальну підтримку підписників. Коли скріншоти допису з vk.ru розлетілися іншими пабліками, його було видалено, а сам Крістофер зробив опитування в Facebook де намагався з'ясувати чи є культура поза політикою.